# Lobocleta tripunctata
Lobocleta tripunctata là một loài bướm đêm trong họ Geometridae.